# Anthrenus coloratus
Anthrenus coloratus är en skalbaggsart som beskrevs av Edmund Reitter 1881. Anthrenus coloratus ingår i släktet Anthrenus och familjen ängrar. Inga underarter finns listade i Catalogue of Life.